# Тамоцу Сузуки
Тамоцу Сузуки (јап. 鈴木 保; Саитама, 29. април 1947) бивши је јапански фудбалер н тренер.

## Каријера
Током каријере играо је за Нисан.
Био је тренер фудбалске репрезентације Јапана за жене од 1989. до 1996 и 1999.